# 강체 역학
강체 역학(剛體力學, Rigid body dynamics)은 강체에 작용하는 힘과 그 운동과의 관계를 연구하는 학문, 역학의 한 분야이다. 운동학과 뉴턴의 제2법칙 또는 라그랑주 역학을 통하여 설명되는 역학 이론이며, 고탄성, 유체, 소성을 나타내는 물질들은 이론에서 제외된다.

## 개요
강체 역학은 물리학에서 형태가 고정되어 변하지 않는 물체인 강체의 개념을 바탕으로한 역학이다. 물체가 외부힘에 의해 변형되지 않는 강체라는 것을 가정함으로서 계의 변형을 나타내는 변수를 각 개체의 상대적인 운동값만으로 줄일 수 있다. 강체 역학의 정립은 기계 시스템에 대한 컴퓨터 시뮬레이션에 있어서 중요한 학문이다.

## 적용
- 기계 시스템에 대한 분석
- 동물, 인간, 그리고 휴머노이드 시스템의 생체공학적 분석
- 우주물질의 분석
- 강체를 통한 특이한 운동에 대한 이해
- 자이로 센서 등 역학계 센서의 개발 및 디자인
- 자동차 안정성 향상을 위한 다양한 설비의 개발 및 디자인
- 비디오게임의 그래픽 향상

## 유체역학
강체 역학과  유체 역학은 어느 하나만을 다루기 보다는 나아가 현실계의 현실 상황을 고려했을 때 응용을 위해 서로 밀접한 관계를 갖는다. 

## 같이 보기
- 역학
- 미적분학
- 고전역학
- 물리학
- 해밀턴 역학
- 강체
- 자이로스코프
- 물리엔진

## 참고 자료
- E. Leimanis (1965).  The General Problem of the Motion of Coupled Rigid Bodies about a Fixed Point.  (Springer, New York).
- W. B. Heard (2006).  Rigid Body Mechanics: Mathematics, Physics and Applications.  (Wiley-VCH).